# ديفيد اوترلوني
ديفيد اوترلوني (بالإنجليزية: David Otterlony)‏ هو قائد إنجليزي شارك في الحرب الإنجليزية النيبالية عام 1814 وكان ضابطًا في شركة الهند الشرقية البريطانية.
كان ديفيد أوترلونني قائدًا  للجيش البريطاني خدم في الحرب الأنجلو نيبالية 1814-1816. ولد في إنجلترا عام 1764، والتحق  بالجيش البريطاني في سن مبكرة، وترقى في النهاية إلى رتبة ضابط قائد.

## حياته العملية
قاد أوترلونني قوة بريطانية أُرسلت إلى الهند للمساعدة في قمع انتفاضة نيبال ضد الحكم البريطاني. قاد العديد من الحملات والمعارك الناجحة ضد القوات النيبالية، وبلغت ذروتها في "معركة نالاباني" التي هزم فيها الجيش النيبالي. كان الانتصار نقطة تحول حاسمة في الحرب، حيث أسفر في نهاية المطاف عن استسلام نيبال.
بعد فوزه، حصل Otterlonney على العديد من الأوسمة من قبل الحكومة البريطانية، بما في ذلك وسام الفروسية والترقية إلى رتبة جنرال. تقاعد من الخدمة الفعلية بعد فترة وجيزة من انتهاء الحرب وتوفي بسلام في إنجلترا عام 1825.

## نشأة ديفيد
ولد أوترلونني في أيرلندا عام 1774 وانضم إلى الجيش البريطاني في سن مبكرة. خدم بامتياز خلال الحروب النابليونية وتم ترقيته إلى رتبة عقيد في عام 1813.
في عام 1814، تم اختياره لقيادة قوة استكشافية بريطانية إلى نيبال. كانت مهمته هي الاستيلاء على الحصون الاستراتيجية وفتح الطريق أمام التجارة البريطانية في المنطقة. نجحت قوات Otterlonney في الاستيلاء على العديد من القلاع النيبالية، بما في ذلك كاتماندو وبوخارا، بالإضافة إلى العديد من المواقع الإستراتيجية الأخرى.
شكّل غزو نيبال لحظة مهمة في التوسّع البريطاني وحظيت قيادة أوترلوني بإشادة كبيرة من قبل رؤسائه. ونتيجة لذلك، أصبح القائد العام لجيش نيبال في عام 1815. وشغل هذا المنصب حتى عام 1816 عندما عاد إلى إنجلترا بعد توقيع معاهدة سيغولي التي أنهت الحرب رسميًا.

## إنضمام ديفيد الى الجيش البريطاني
انضم أوترلونني إلى الجيش البريطاني عام 1787 وخدم بامتياز في الهند وخارجها. ارتقى بسرعة في الرتب وأصبح عقيدًا في عام 1805. في عام 1814، عندما اندلعت الحرب بين بريطانيا ونيبال، تم تعيين أوترلونني لقيادة قوة استكشافية قوامها 3000 رجل في نيبال.

## جوائز ديفيد
تقديراً لإنجازاته خلال الحرب، تمت ترقية Otterlonney إلى رتبة لواء ومنح وسام Knight Grand Cross من وسام باث. ظل عضوًا نشطًا في الجيش البريطاني حتى وفاته عام 1825 عن عمر يناهز 51 عامًا.